# Angels of Mercy - Live in Germany
Angels of Mercy – Live in Germany è il secondo disco live della power metal band tedesca Primal Fear pubblicato nel 2017; il disco è tratto dal Ruling Europe Tour 2016.

## Tracce
1. Countdown To Insanity – 2:07
2. Final Embrace – 6:01
3. In Metal We Trust – 4:04
4. Angels In Black – 3:40
5. Rulebreaker – 4:41
6. Sign Of Fear – 4:27
7. Seven Seals – 3:52
8. Angels Of Mercy – 3:43
9. The End Is Near – 4:53
10. Rollercoaster – 5:18
11. The Sky Is Burning – 6:30
12. Nuclear Fire – 7:47
13. When Death Comes Knocking – 4:28
14. Metal Is Forever – 5:41
15. Fighting The Darkness – 9:06

## Il video
A differenza della versione CD, il DVD contiene un ulteriore brano tratto dal tour e inoltre: 5 videoclip, il documentario del Ruling Europe Tour 2016 e un brano estratto dal Master Of Rocks.

## Tracce

### Ruling Europe Tour
1. Countdown To Insanity – 2:07
2. Final Embrace – 6:01
3. In Metal We Trust – 4:04
4. Angels In Black – 3:40
5. Rulebreaker – 4:41
6. Sign Of Fear – 4:27
7. Seven Seals – 3:52
8. Angels Of Mercy – 3:43
9. The End Is Near – 4:53
10. Rollercoaster – 5:18
11. The Sky Is Burning – 6:30
12. Nuclear Fire – 7:47
13. When Death Comes Knocking – 4:28
14. Metal Is Forever – 5:41
15. Fighting The Darkness – 9:06
16. Running in The Dust – 5:03

### Bonus
1. The End Is Near (Videoclip)
2. Angels Of Mercy (Videoclip)
3. When Death Comes Knocking (Videoclip)
4. King For A Day (Videoclip)
5. Strike (Videoclip)
6. Chainbreaker (Live al Master Of Rocks)
7. Rulebreaker World Tour 2016 (documentario)

## Formazione
- Ralf Scheepers - voce
- Alex Beyrodt - chitarra
- Tom Naumann - chitarra
- Mat Sinner - basso, cori
- Francesco Jovino - batteria